# Bystryj Tanyp
Il Bystryj Tanyp (in russo Быстрый Танып?), o Tanyp, è un fiume della Russia europea orientale, affluente di destra della Belaja, nel bacino della Kama. Scorre nel Territorio di Perm' e nella Repubblica del Baškortostan. 
Ha la sua origine nelle alture della Tulva (Тулвинская возвышенность) nel sud della regione di Perm'. Inizialmente scorre in direzione sud oltre la città di Černuška fino alla Baschiria, quindi gira a ovest. Il Tanyp ha una lunghezza di 345 km, il suo bacino è di 7 560 km². Sfocia nella Belaja a 115 km dalla foce. La sua portata media, a 20 km dalla foce è di 44,5 m³/s.
Il fiume gela dalla prima metà di novembre sino ad aprile.